# Грозевешть (Димбовіца)
Грозевешть, Грозевешті (рум. Grozăvești) — село у повіті Димбовіца в Румунії. Входить до складу комуни Корбій-Марі.
Село розташоване на відстані 53 км на захід від Бухареста, 39 км на південь від Тирговіште, 132 км на схід від Крайови, 121 км на південь від Брашова.

## Населення
За даними перепису населення 2002 року у селі проживали 2003 особи.
Національний склад населення села:
| Національність | Кількість осіб | Відсоток |
| -------------- | -------------- | -------- |
| румуни         | 1771           | 88,4%    |
| цигани         | 232            | 11,6%    |

Рідною мовою назвали:
| Мова      | Кількість осіб | Відсоток |
| --------- | -------------- | -------- |
| румунська | 1788           | 89,3%    |
| циганська | 214            | 10,7%    |